# Municipio de Benton (condado de Atchison, Misuri)
El municipio de Benton (en inglés: Benton Township) es un municipio ubicado en el condado de Atchison en el estado estadounidense de Misuri. En el año 2010 tenía una población de 23 habitantes y una densidad poblacional de 0,45 personas por km².

## Geografía
El municipio de Benton se encuentra ubicado en las coordenadas 40°19′37″N 95°34′42″O / 40.32694, -95.57833. Según la Oficina del Censo de los Estados Unidos, el municipio tiene una superficie total de 51.34 km², de la cual 49,94 km² corresponden a tierra firme y (2,73 %) 1,4 km² es agua.

## Demografía
Según el censo de 2010, había 23 personas residiendo en el municipio de Benton. La densidad de población era de 0,45 hab./km². De los 23 habitantes, el municipio de Benton estaba compuesto por el 95,65 % blancos y el 4,35 % eran de una mezcla de razas. Del total de la población el 0 % eran hispanos o latinos de cualquier raza.